# Charles Saatchi
Charles Saatchi (en árabe: تشارلز ساعتجي‎; Bagdad, 9 de junio de 1943) es un empresario iraquí-británico, cofundador junto con su hermano Maurice Saatchi de la agencia de publicidad Saatchi & Saatchi. Dirigió ese negocio, siendo la agencia de publicidad más grande del mundo en la década de 1980, hasta ser expulsados en 1995. En el mismo año los hermanos Saatchi formaron un nuevo organismo llamado M&C Saatchi. Charles también es conocido en todo el mundo por ser coleccionista de arte y propietario de la Saatchi Gallery, y en particular por su patrocinio de los Young British Artists (YBAs), entre ellos Damien Hirst y Tracey Emin.

## Inicios
Charles Saatchi es el segundo de cuatro hijos nacidos de Nathan Saatchi y Ezer Daisy, una acaudalada familia judía originaria de Bagdad, Irak. El nombre de "Saatchi" quiere decir "Relojero", "Watchseller", "Watchrepairer" en árabe iraquí, persa y turco. Charles tiene tres hermanos: David (nacido en 1937), Maurice Nathan (nacido en 1946) y Philip (nacido en 1953). Nathan era un exitoso comerciante textil cuando en 1947, se adelantó a un vuelo que decenas de miles de judíos iraquíes harían pronto para evitar la persecución y se trasladó con su familia a Finchley, Londres. Nathan compró dos fábricas textiles en el norte de Londres y después de algún tiempo volvió a construir un próspero negocio. Finalmente la familia se instala en una casa con ocho habitaciones en la calle Hampstead, en Highgate.
Saatchi estudió en la universidad de Cristo, una escuela secundaria en el norte de Londres. Durante este tiempo desarrolló una obsesión con la cultura pop de EE. UU., incluyendo la música de Elvis Presley, Little Richard y Chuck Berry. También manifestó su entusiasmo por las colecciones, desde las tarjetas de cigarrillos y máquinas de discos hasta los cómics de Superman y revistas nudistas. Describió como "un cambio de vida" su experiencia al ver una pintura de Jackson Pollock en el Museo de Arte Moderno de Nueva York. Luego pasó a estudiar en el London College of Communication.
En febrero de 1985 abrió la Saatchi Gallery para exponer su colección de arte.